# Всероссийская спартакиада 2022
I-я Всероссийская Спартакиада между субъектами РФ по летним видам спорта среди сильнейших спортсменов 2022 года проходила с 10 августа по 2 октября на спортивных объектах 12 регионов России в 39 видах спорта. Организатором выступало Министерство спорта Российской Федерации.
Торжественная церемония открытия состоялась 20 августа в СК «Мегаспорт» в Москве.

## Виды спорта
Соревнования проходили по 39 видам спорта, в соответствии с программой XXXIII Олимпийских игр 2024 года в Париже (Франция):
- Бадминтон (см. подробнее);
- Баскетбол (см. подробнее);
- Бокс (см. подробнее)[3];
- Борьба (см. подробнее);
- Велосипедный спорт (см. подробнее);
- Водное поло (см. подробнее);
- Волейбол (см. подробнее);
- Гандбол (см. подробнее);
- Гольф (см. подробнее);
- Гребля на байдарках и каноэ (см. подробнее);
- Гребной слалом (см. подробнее);
- Гребной спорт (см. подробнее);
- Дзюдо (см. подробнее);
- Карате (см. подробнее);
- Конный спорт (см. подробнее);
- Лёгкая атлетика (см. подробнее);
- Настольный теннис (см. подробнее);
- Парусный спорт (см. подробнее);
- Плавание (см. подробнее);
- Прыжки в воду (см. подробнее);
- Прыжки на батуте (см. подробнее);
- Регби-7 (см. подробнее);
- Самбо (см. подробнее);
- Сёрфинг (см. подробнее);
- Синхронное плавание (см. подробнее);
- Скалолазание (см. подробнее);
- Скейтбординг (см. подробнее);
- Современное пятиборье (см. подробнее);
- Спортивная гимнастика (см. подробнее);
- Стрельба (см. подробнее);
- Стрельба из лука (см. подробнее);
- Танцевальный спорт (см. подробнее);
- Теннис (см. подробнее);
- Триатлон (см. подробнее);
- Тхэквондо (см. подробнее);
- Тяжёлая атлетика (см. подробнее);
- Фехтование (см. подробнее);
- Футбол (см. подробнее);
- Хоккей на траве (см. подробнее);
- Художественная гимнастика (см. подробнее).

## Регионы проведения соревнований
В Москве были разыграны комплекты медалей по 18 видам спорта, Республика Татарстан принимала соревнования по 12 видам спорта, Московская область — по шести, Санкт-Петербург — по трём. Соревнования также приняли Карачаево-Черкесская Республика, Краснодарский край, Камчатский край, Новгородская, Калининградская, Челябинская, Новосибирская и Тульская области.

## Участники соревнований

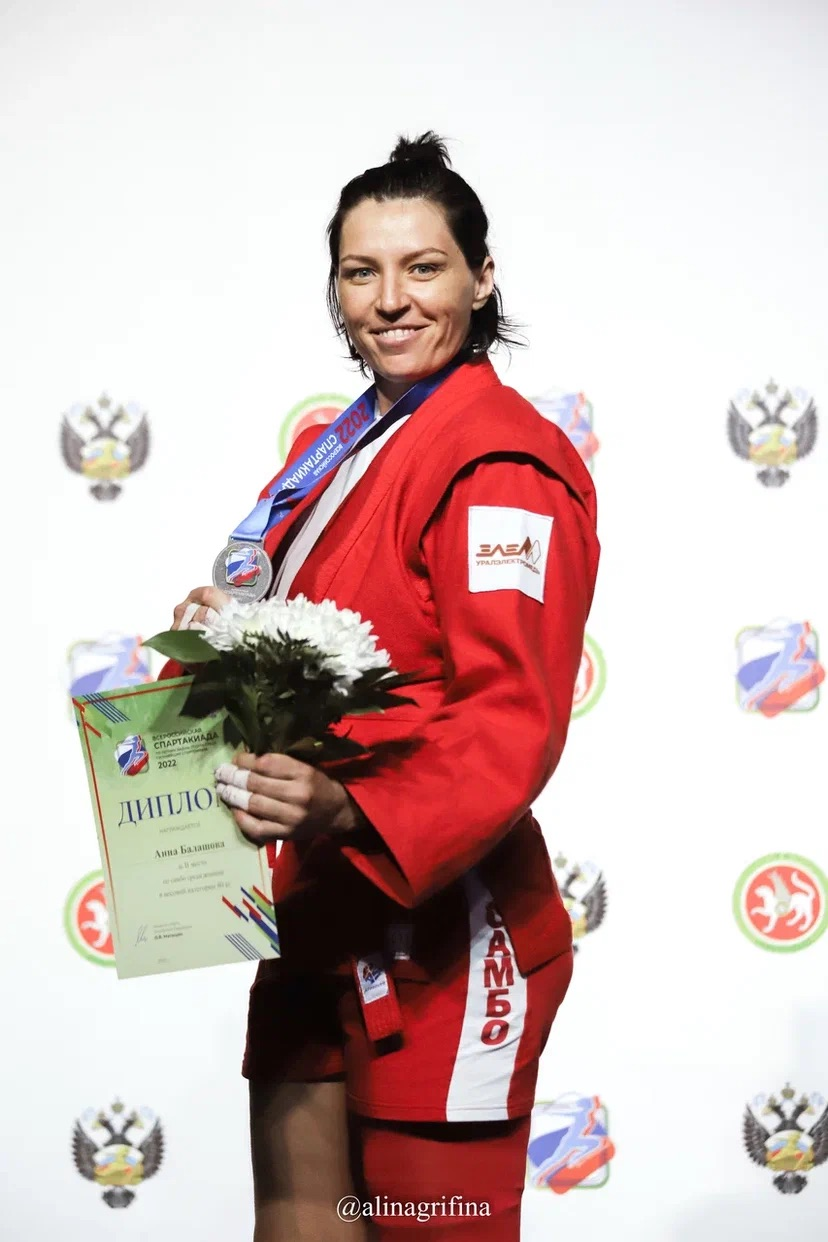
Участница турнира по самбо Спартакиады-2022

В соревнованиях приняли участие около 13 тысяч человек, из них 9 200 спортсменов и 3 800 тренеров и специалистов. В заявку на турнир были включены сильнейшие спортсмены страны, входящие в состав сборных команд субъектов России.

## Командный зачёт
- Москва — 4116
- Санкт-Петербург — 2382
- Московская область — 1906
- Татарстан — 1274
- Краснодарский край — 1013
- Ростовская область — 848
- Свердловская область — 728
- Самарская область — 616
- Челябинская область — 409
- Красноярский край — 360